# Pelicinus amrishi
Espèce
Synonymes
- Harryoonops amrishi Makhan & Ezzatpanah, 2011

Pelicinus amrishi est une espèce d'araignées aranéomorphes de la famille des Oonopidae.

## Distribution
Cette espèce est endémique de la province de Semnan en Iran,.

## Description
Le mâle holotype mesure 2,2 mm.

## Étymologie
Cette espèce est nommée en l'honneur de Harrydeepak Amrish Makhan.

## Publication originale
- Makhan & Ezzatpanah, 2011 : Harryoonops amrishi gen. et sp. nov., the first Oonopidae species (Araneae) described from Iran. Calodema, vol. 170, p. 1-5 (texte intégral).